# Chamaret
 Chamaret  là một xã thuộc tỉnh Drôme trong vùng Auvergne-Rhône-Alpes đông nam nước Pháp. Xã Chamaret nằm ở khu vực có độ cao từ 135-264 mét trên mực nước biển.